# Ignacio Nazareno Trejos Picado
Ignacio Nazareno Trejos Picado (* 31. Juli 1928 in Guadalupe de Cartago) ist Altbischof von San Isidro de El General.

## Leben
Ignacio Nazareno Trejos Picado empfing am 8. März 1952 die Priesterweihe für das Erzbistum San José de Costa Rica.
Papst Paul VI. ernannte ihn am 5. Januar 1968 zum Weihbischof in San José de Costa Rica und Titularbischof von Aquae Albae in Mauretania. Der Apostolische Nuntius in Costa Rica Paolino Limongi weihte ihn am 8. März desselben Jahres zum Bischof; Mitkonsekratoren waren Enrique Bolaños Quesada, Weihbischof in Alajuela, und Delfín Quesada Castro, Bischof von San Isidro de El General.
Am 19. Dezember 1974 wurde er zum Bischof von San Isidro de El General ernannt. Am 31. Juli 2003 nahm Papst Johannes Paul II. sein altersbedingtes Rücktrittsgesuch an.